# Râul Tigăile
Râul Tigăile (Tărlung) este un curs de apă din județul Brașov, al doilea afluent de stânga al râului Doftana (Tărlung) (cunoscut, de asemenea, ca Râul Doftana Ardeleană), care este la rândul său un afluent de stânga al râului Tărlung. 

## Generalități
Râul Tigăile (Tărlung) are trei afluenți semnificativi, dar nu trece prin vreo localitate. 
Cei trei afluenți ai săi sunt: râul Ferenți, singurul său afluent de stânga și doi afluenți de dreapta, râurile Cracul Stâng și Nanul.